# Крижанівський Олег Прокопович
Крижані́вський Оле́г Проко́пович (*3 січня 1944, Красна Слобідка — †18 лютого 2010, Київ) — український історик, доктор історичних наук, професор кафедри стародавнього світу та середніх віків Київського національного університету, педагог, заслужений працівник освіти України. Фахівець з історії Церкви та релігійної думки в Україні, історії стародавнього Сходу.

## Біографія
Олег Прокопович Крижанівський народився 3 січня 1944 року в селі Красна Слобідка Обухівського району на Київщині в родині вчителів.
Закінчив середню школу в селі Мліїв Городищенського району Черкаської області.
У 1965 році закінчив історико-філософський факультет Київського університету, де навчався за спеціалізацією історії стародавнього світу та середніх віків.
Протягом 1965–1967 років за направленням був асистентом кафедри історії Кам'янець-Подільського педагогічного інституту.
Після повернення в 1967 році зі служби в Збройних силах, 1968 року вступив до аспірантури Київського університету. В 1970 році під керівництвом П. А. Лаврова захистив кандидатську дисертацію на тему: «Інвентарна реформа» 1847—1848 рр. у Волинській губернії".
З 1989 року був завідувачем кафедри історії стародавнього світу та середніх віків історичного факультету. В 1992 році захистив докторську дисертацію на тему: «Церква у соціально-економічному розвитку Правобережної України. XVIII — перша половина XIX ст.» З 1993 року — професор.
Від початку 1990-х років за сумісництвом викладав у Міжнародному Соломоновому університеті та Київському славістичному університеті. У 2002 році читав лекції в Інституті історії Свєнтокшиської Академії імені Яна Кохановського (Польща). Підготував кілька десятків кандидатів та докторів наук.
Був членом кількох спеціалізованих рад по захисту дисертацій, предметних комісій Міністерства освіти і науки України з підготовки підручників з історії, неодноразовим головою журі конкурсів «Вчитель року».
Помер 18 лютого 2010 року в Києві. Похований на Південному кладовищі, ділянка № 34.

## Основні праці
Олег Прокопович Крижанівський — автор близько 100 наукових та науково-методичних праць, у тому числі кількох підручників для студентів історичних спеціальностей ВНЗ. Серед основних робіт:
- Церква у соціально-економічному розвитку Правобережної України. XVIII — перша половина XIX ст. — К., 1991
- Історія церкви та релігійної думки в Україні, кн. 3: Кінець XVI — середина XIX століття. — К., [Архівовано 13 вересня 2014 у Wayback Machine.] 1994 (у співавторстві)
- Історія Стародавнього Сходу: Курс лекцій. — К., 1996
- Історія середніх віків: Підручник для 7-го класу загальноосвітньої школи. — К., 1998
- Історія Стародавнього Сходу: Підручник для вузів. — К., 2000
- Історія Стародавнього Сходу: Підручник для вузів. 3-тє вид. — К., 2006
- Історія середніх віків. Вступ до історії західноєвропейського Середньовіччя: Курс лекцій. — К., 2004 (у співавторстві)